# 高石警察署
高石警察署（たかいしけいさつしょ）は、大阪府警察が管轄する警察署の一つ。

## 所在地
- 大阪府高石市羽衣4丁目2番23号
  - 南海本線 羽衣駅

## 管轄区域
- 高石市

## 交番
- 綾井交番 - 高石市綾園六丁目2番29号
- 高石駅前交番 - 高石市千代田1丁目9番10号
- 千代田交番 - 高石市千代田三丁目15番18号
- 富木駅前交番 - 高石市西取石一丁目18番14号
- 東羽衣交番 - 高石市東羽衣一丁目18番51号